# Кушина
Кушина (пол. Kuszyna) — село в Польщі, у гміні Келчиґлув Паєнчанського повіту Лодзинського воєводства.
Населення — 129 осіб (2011).
У 1975-1998 роках село належало до Серадзького воєводства.

## Демографія
Демографічна структура станом на 31 березня 2011 року:
|          | Загалом | Допрацездатний вік | Працездатний вік | Постпрацездатний вік |
| -------- | ------- | ------------------ | ---------------- | -------------------- |
| Чоловіки | 63      | 18                 | 39               | 6                    |
| Жінки    | 66      | 14                 | 33               | 19                   |
| Разом    | 129     | 32                 | 72               | 25                   |